# Wyjdź za mnie
Wyjdź za mnie (ang. Marry Me) – amerykańska komedia romantyczna z 2022 roku w reżyserii Kat Coiro. W głównych rolach wystąpili Jennifer Lopez i Owen Wilson. Film miał premierę 9 lutego 2022 roku.

## Fabuła
Znana piosenkarka, Kat Valdez, jest w medialnym związku z inną gwiazdą muzyczną. Para planuje publicznie pobrać się przed publicznością podczas jednego z koncertów. Na chwilę przed ceremonią Kat dowiaduje się jednak, że została zdradzona przez swojego niedoszłego męża, więc pod wpływem chwili decyduje się na poślubienie losowego nieznajomego człowieka z publiczności. Trafia na samotnego ojca, z zawodu nauczyciela, który przyszedł na występ pod namową swojej córki. Czas pokaże, że ich spontanicznie zawarty związek może przetrwać próbę czasu.

## Obsada
- Jennifer Lopez jako Kat Valdez
- Owen Wilson jako Charlie Gilbert
- Maluma jako Bastian
- John Bradley jako Collin Calloway
- Sarah Silverman jako Parker Debbs
- Chloe Coleman jako Lou Gilbert
- Michelle Buteau jako Melissa
- Khalil Middleton jako Kofi
- Katrina Cunningham jako Tyra
- Taliyah Whitaker jako Esther
- Diego Lucano jako Jose
- Brady Noon jako George
- Connor Noon jako Spencer
- Ryan Foust jako Percy[1]

## Odbiór

### Box Office
Budżet filmu jest szacowany na 23 miliony dolarów. W Stanach Zjednoczonych i Kanadzie film zarobił 22,5 mln USD. W innych krajach przychody wyniosły ponad 28 mln, a łączny przychód ze sprzedaży biletów blisko 50,5 miliona dolarów.

### Reakcja krytyków
Film spotkał się ze mieszaną reakcją krytyków. W agregatorze recenzji Rotten Tomatoes 61% z 210 recenzji uznano za pozytywne. Z kolei w agregatorze Metacritic średnia ważona ocen z 46 recenzji wyniosła 51 punktów na 100.

## Nagrody i nominacje
| Nagroda               | Kategoria                                 | Wynik     |
| --------------------- | ----------------------------------------- | --------- |
| People’s Choice Award | Ulubiona aktorka filmowa (Jennifer Lopez) | nominacja |
| People’s Choice Award | Ulubiona komedia                          | nominacja |
| People’s Choice Award | Ulubiona gwiazda komedii (Jennifer Lopez) | nominacja |
| MTV Movie Award       | Ulubiona aktorka filmowa (Jennifer Lopez) | wygrana   |